# Club Deportivo Giner Torrero
El Club Deportivo Giner Torrero es un club de fútbol español del barrio zaragozano de Torrero, al sur de la capital de Aragón. Fue fundado en 1967, y actualmente compite en la Tercera División RFEF (Grupo XVII).

## Historia
En el verano de 1967, concretamente el día 1 de julio, se funda el Club Deportivo Giner, en el barrio de Torrero de Zaragoza, uno de los más importantes de la ciudad, con gran tradición deportiva y futbolística. Durante casi toda su historia la labor del club ha sido, y es, formativa, dedicando la mayoría de sus esfuerzos al fútbol base del barrio y la capital.
Al finalizar la temporada 1996-97 cambiaría su nombre al de Club Deportivo Giner Torrero, luciendo con orgullo así el nombre de su barrio.
Logra su primer ascenso a la Tercera División de España en 2008, de la mano del entrenador Juan Carlos Galindo. Conseguiría mantenerse en la categoría durante cuatro temporadas, y alcanzaría su mejor puesto en la 2009-10, con una meritoria 11.ª posición. El 27 de junio de 2021 volvería a Tercera en su nuevo formato de Tercera División RFEF, también con Juan Carlos Galindo en los banquillos, que sin embargo, dejaría el vestuario azul con la consecución de dicho ascenso.

## Estadio
El Giner disputa sus partidos como local en el campo municipal de fútbol de Torrero, cuyo terreno de juego es de césped artificial, y forma parte del centro deportivo municipal de Torrero, gestionado por el Ayuntamiento de Zaragoza. Dicho terreno de juego se encuentra a escasos seiscientos metros de donde se emplazaba el mítico Estadio de Torrero, en el cual se forjó buena parte de la historia del fútbol zaragozano, siendo el campo del Iberia Sport Club y Real Zaragoza.

## Uniforme
- Uniforme titular: Camiseta, pantalón y medias azules.
- Uniforme alternativo: Camiseta, pantalón y medias rojas.

## Datos del club
- Temporadas en Tercera División: 4.
- Clasificación histórica de la Tercera División: 1041º.
- Mejor puesto en Tercera División: 11.º (ed. 2009-10).

## Palmarés

### Campeonatos regionales
- Regional Preferente de Aragón (1): 2020-21 (Grupo 3).
- Primera Regional de Aragón (1): 1986-87 (Grupo 1).
- Segunda Regional de Aragón (1): 1981-82 (Grupo 1).
- Segunda Regional B de Aragón (1): 1980-81 (Grupo 1).
- Subcampeón de la Regional Preferente de Aragón (1): 2007-08 (Grupo 1).
- Subcampeón de la Primera Regional de Aragón (1): 1995-96 (Grupo 1).